# Струменевий друк
Струменевий друк — безконтактний цифровий спосіб друку, при якому елементи зображення формуються на задруковуваному матеріалі краплями рідкої фарби (чорнила).
Струменевий друк використовується при виготовленні етикеток та упаковки як допоміжний, призначений для друку змінної інформації (різноманітних маркувань).

## Переваги струменевогодруку
- можливість багатофарбового друку;
- низька вартість чорнила;
- велика швидкість;
- висока роздільна здатність;
- відсутність контакту із задруковуваним матеріалом;
- широка різноманітність задруковуваних матеріалів;
- низьке шумове забруднення.

## Струменеві технології
Технології струменевого друку поділяють на дві групи:
- П'єзоелектрична (англ. Piezoelectric Ink Jet)[1] — над соплом розташований п'єзокристал з діафрагмою. Коли на п'єзоелемент подається електричний струм, він згинається і тягне за собою діафрагму — формується крапля, яка згодом виштовхується на папір. Перший принтер випустила Siemens в 1977 році.[2] А широке поширення технологія отримала в струменевих принтерах компанії Epson. Технологія дозволяє змінювати розмір краплі за рахунок більших сопел.[3]
  - Цікаві факти про п'єзоелектричну технологію друку
  - Технологія друку Epson Micro Piezo була розроблена компанією Epson для своїх струменевих принтерів в 1989 році.
  - Винахідник технології Epson Micro Piezo — пан Мінору Усуї (Minoru Usui). У 2006 році Мінору Усуї був удостоєний престижної нагороди Перкина (Perkin Medal) за створення технології Epson Micro Piezo. Ця нагорода присуджується за видатний внесок в розвиток технологій в області кольору. З моменту заснування цієї премії в 1901 році було вручено всього 22 нагороди. У 2008 році Мінору Усуї призначений президентом Seiko Epson Corporation. П'єзоелементи, встановлені в друкуючій голівці принтерів на основі Epson Micro Piezo, змінюють форму при подачі на нього електричної напруги і таким чином створюється тиск, що виштовхує чорнило з сопел друкувальної головки. Технологія Epson Micro Piezo докорінно відрізняється від термоструменевої технології друку, що використовується іншими виробниками струменевих принтерів, в якій для виштовхування чорнила застосовується нагрівання.
  - Перший комерційний принтер на основі технології друку Epson Micro Piezo — Epson Stylus 800 — був випущений в 1993 році.
  - Максимальна роздільна здатність друку Epson Stylus 800—360 dpi, мінімальний розмір чорнильної краплі — 90 pl (піколітрів). Сучасні принтери Epson друкують з дозволом до 5760 dpi, мінімальний розмір краплі становить 1,5 pl. Сучасна технологія Epson Micro Piezo дозволяє щомиті і з високою точністю позиціонувати на носії до 43 000 чорнильних крапель і використовується у всіх струменевих принтерах Epson.
  - Технологія Epson Micro Piezo працює в рішеннях для промислового і комерційного друку таких виробників як Noritsu, Mimaki, Roland, Robustelli і деяких інших.
  - Унікальні характеристики Epson Micro Piezo, надійність і сумісність з різними чорнилами і субстанціями, дозволяють вже сьогодні широко використовувати технологію не тільки для домашнього та професійного друку, але і в різних галузях промисловості: для «друку» мікросхем рідким кремнієм, для друку на тканині, а також у виробництві світлофільтров для великих РК-панелей і РК-панелей для проекторів Epson. Такі виробництва компактні, відрізняються вкрай малим споживанням енергії та інших ресурсів і мають потенціал стати економічно і екологічно ефективними «заводами майбутнього».
  - Останнє покоління друкуючих головок Epson Micro Piezo Thin Film Piezo ™ (TFP), виробництво яких ґрунтується на інноваційній методології обробки тонких плівок (TFP — thin-film-piezo), має найвищу для п'єзоелектричної технології щільність розміщення сопел — 360 dpi, що дозволяє значно збільшити швидкість друку при збереженні точного розміру і позиціонування крапель[3].

- Термічна (Thermal Ink Jet), також звана BubbleJet — Розробник — компанія Canon. Принцип був розроблений в кінці 1970-х років. Спочатку розробники команди Ічіро Ендо (Ichiro Endo), інженера Canon, хотіли використовувати старішу технологію струменевого друку (п'єзоструменеву), але випадково помітивши, як паяльник змушує вистрілити чорнило зі шприца, що нагрівається, придумали свою технологію термоструменевого друку. У соплі розташований мікроскопічний нагрівальний елемент, який при проходженні електричного струму миттєво нагрівається до температури близько 500 ° C, при нагріванні в чорнилі утворюються газові бульбашки (англ. — bubbles — звідси і назва технології), які виштовхують краплі рідини з сопла на носій. У 1981 році технологія була представлена на виставці Canon Grand Fair. У 1985 році з'явилася перша комерційна модель монохромного принтера — Canon BJ-80. У 1988 році з'явився перший кольоровий принтер — BJC-440 формату A2, дозволом 400 dpi.